# Igreja Presbiteriana Evangélica na Inglaterra e no País de Gales
A Igreja Presbiteriana Evangélica na Inglaterra e no País de Gales (em inglês Evangelical Presbyterian Church in England and Wales) é uma denominação reformada conservadora e evangélica  na Alemanha, Inglaterra, País de Gales, Suécia e Suíça

## História
Em 1986, foi realizada uma conferência presbiteriano em uma capela da Igreja Livre da Escócia  em Londres. Ali foi proposta a criação de um nova denominação Presbiteriana na Inglaterra, que fosse fiel à Bíblia como Palavra de Deus, inerrante e aderisse a Confissão de Fé de Westminster. Como consequência, a Associação Presbiteriana na Inglaterra foi formada em 1987.
A partir daí vários pequenos grupos cristãos e congregações passaram a existir com os esforços de plantação de igrejas. Em 1991, um Presbitério foi formada com congregações em Blackburn, Cambridge, Chelmsford, Durham e Hull visando o estabelecimento da nova denominação. Esta se tornou-se realidade em 1996, tomando o nome de Igreja Presbiteriana Evangélica na Inglaterra e no País de Gales 
. Em 2000, duas congregações em Cardiff, Emanuel e Betel, foram aceitas pela denominação.
Em 2008, a Igreja Evangélica Reformada na Suécia foi aceita como uma igreja da denominação.
Em dezembro de 2021, a denominação era formada por 24 igrejas e 1.001 membros.

## Relações Inter-eclesiásticas
Junto com a Igreja Livre da Escócia e da Igreja Livre da Escócia (Continuada), a denominação é um dos três membros da Conferência Internacional das Igrejas Reformadas na Grã-Bretanha, e é uma das sete denominações cristãs europeus que fundaram a Conferência Europeia das Igrejas Reformadas.
A igreja tem parcerias com a Igreja Presbiteriana do Brasil para a plantação de igrejas na Grã-Bretanha.

## Congregações
A partir de 2015, a denominação tem 17 congregações em:

### Inglaterra
- Blackburn e Ribchester[11]
- Bury St. Edmunds[12]
- Cambridge[13]
- Chelmsford[14]
- Cheltenham[15]
- Cheltenham Norte
- Durham[16]
- Gateshead[17]
- Hexham[18]
- Casco[19]
- Sheffield[20]
- Solihull[21]

### País de Gales
- Barry[22]
- Cardiff "Congregação Betel"[23]
- Cardiff "Congregação Emanuel"[24]

### Suécia
- Tranås
- Estocolmo[25]

## Publicações
A denominação publica A Rede Presbiteriana na Primavera e Outono com artigos teológicas e pastorais e notícias de suas congregações.